# Arturo Calabresi
Pour les articles homonymes, voir Calabresi.
Arturo Calabresi, né le 17 mars 1996 à Rome en Italie, est un footballeur italien qui évolue au poste d'arrière droit au Pise SC.

## Biographie

### Carrière en club

#### Débuts professionnels
Formé à l'AS Rome, Arturo Calabresi ne joue aucun match avec son club formateur, qui le prête à de nombreuses reprises à des clubs de Serie B, en commençant par l'AS Livourne qui lui fait découvrir le football professionnel et où il joue en tout douze matchs pour un but. Il n'y reste que six mois, avant d'être prêté un an et demi au Brescia Calcio. Puis, pour la saison 2017-2018, il est prêté au Spezia Calcio pour la première partie de saison, et au Foggia Calcio pour la seconde. Il ne joue pas beaucoup, que ce soit avec l'une ou l'autre de ces deux équipes.

#### Bologne
Le 21 juin 2018, le club de Bologne FC annonce l'arrivée d'Arturo Calabresi. Il fait ses débuts sous ses nouvelles couleurs le 12 août 2018, en Coppa Italia, face au Calcio Padoue. Il est titularisé et son équipe s'impose 2-0. Il découvre la Serie A le 23 septembre de la même année, contre son club formateur, l'AS Rome, que Bologne bat sur le score de 2-0. Le 21 octobre 2018, il marque son premier but en Serie A et à la fois pour son nouveau club, lors d'un match nul (2-2) face au Torino FC.

#### Prêt à Amiens
Le 26 août 2019, Arturo Calabresi est prêté pour un an avec option d'achat à l'Amiens SC. Il marque son premier but dans les arrêts de jeu du match à Nîmes lors de la 10e journée de Ligue 1 le 19 octobre 2019 (égalisation à 1-1).
Lors de la suspension forcée du championnat 2019-2020, pour cause de pandémie de maladie à coronavirus, il se fait opérer le 20 avril 2020 à Paris, du genou droit qui le faisait souffrir. Le 30 juin 2020, son contrat avec Amiens expire, le club picard ne levant pas l'option d'achat, il retourne en Italie à Bologne.

#### US Lecce
Le 29 juillet 2021, Arturo Calabresi s'engage avec l'US Lecce, en deuxième division italienne. Il joue son premier match pour Lecce le 15 août 2021, à l'occasion d'une rencontre de coupe d'Italie face au Parme Calcio 1913. Il entre en jeu en fin de match à la place de Valentin Gendrey, et son équipe s'impose (1-3 score final).

#### Pise SC
Le 11 août 2022, Arturo Calabresi rejoint le Pise SC. Il signe un contrat de trois ans, soit jusqu'en juin 2025.

### En sélection nationale
Avec les moins de 17 ans, il participe au championnat d'Europe des moins de 17 ans en 2013, mais en restant sur le banc des remplaçants. L'Italie s'incline en finale face à la Russie. Il dispute ensuite quelques mois plus tard la Coupe du monde des moins de 17 ans organisée aux Émirats arabes unis. Lors du mondial junior, il joue trois matchs. L'Italie s'incline en huitièmes de finale face au Mexique.
Il est par la suite à quatre reprises capitaine de la sélection des moins de 20 ans.
Il reçoit sa première sélection avec l'équipe d'Italie espoirs le 12 août 2015, face à la Hongrie (0-0).

## Palmarès
- Finaliste du championnat d'Europe des moins de 17 ans en 2013 avec l'équipe d'Italie des moins de 17 ans
- Champion de Serie B 2021/2022 avec l'US Lecce
- Vice champion de Serie B 2024/2025 avec Pise SC